# Nam tước Mordo
Nam tước Karl Amadeus Mordo (còn được gọi là Nam tước Mordo), một nhân vật siêu phản diện hư cấu xuất hiện trong truyện tranh Mỹ, được xuất bản bởi Marvel Comics. Nhân vật được miêu tả như là kẻ thù của Doctor Strange. Được tạo bởi Stan Lee và Steve Ditko, nhân vật xuất hiện lần đầu tiên trong Strange Tales #111 (tháng 8 năm 1963). Nam tước Mordo là một pháp sư tài năng, đặc biệt lão luyện ma thuật hắc ám, bao gồm cả triệu hồi quỷ..